# Merz (Kunstbegriff)

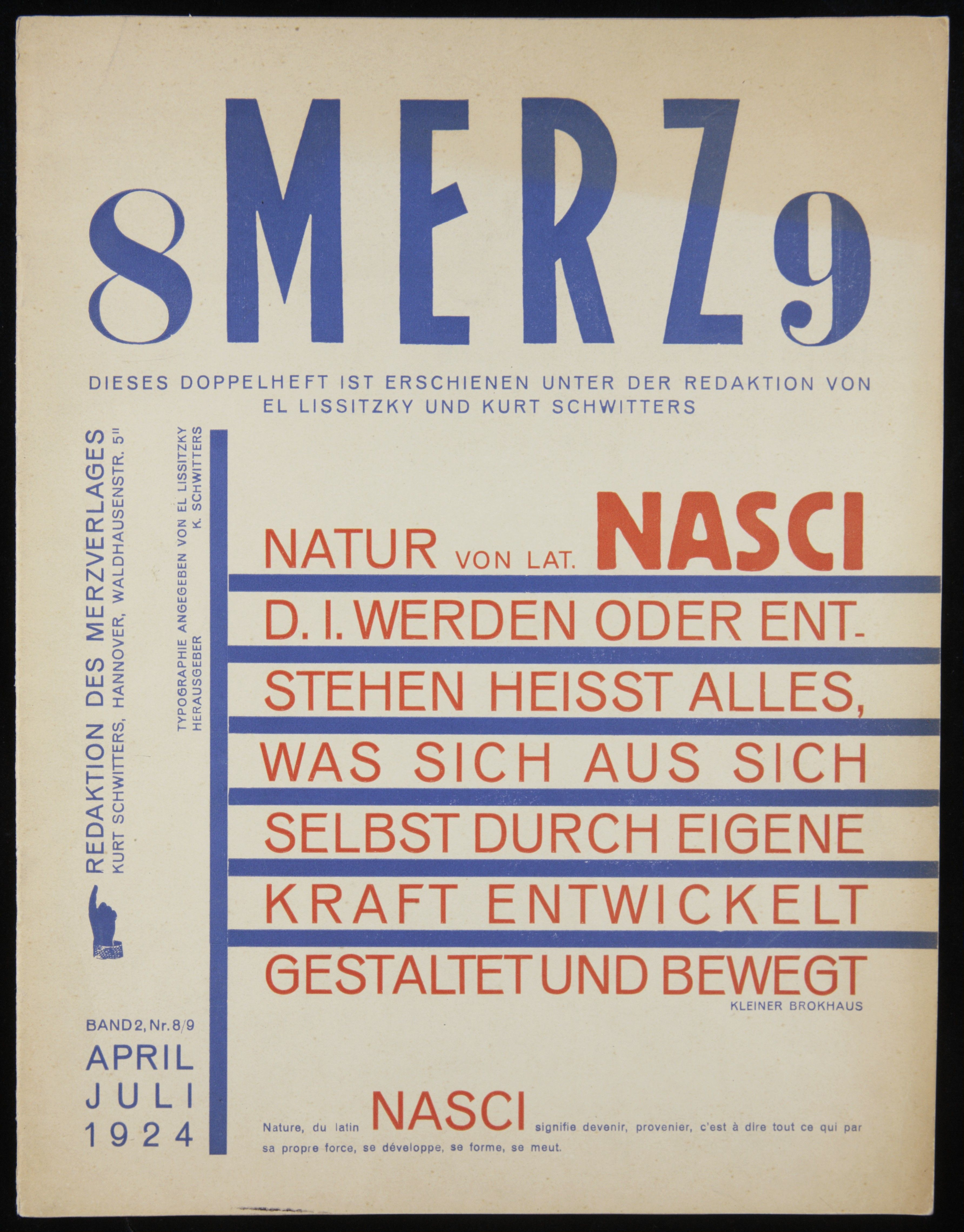
MERZ-Magazin 1924

Der Begriff Merz ist ein Synonym für den allgemein geläufigeren Begriff Dada, mit dem Hugo Ball, der Gründer des 1916 in Zürich ins Leben gerufenen Cabaret Voltaire, die von ihm und seinen Mitstreitern anvisierte neue Kunstrichtung bezeichnet hat – den Dadaismus.

## Begriffsgeschichte
Das Kunstwort „Merz“ selber geht auf Kurt Schwitters zurück, den Initiator der Sektion Dada in Hannover, der zwar mit den Zürcher Dadaisten Hugo Ball, Hans Arp, Raoul Hausmann, Emmy Hennings und Tristan Tzara in enger Verbindung stand, bei den Berliner Dadaisten – vor allem bei Richard Huelsenbeck – wegen seines bürgerlichen Habitus jedoch auf Ablehnung stieß. Als er von ihnen nicht zur Ersten Internationalen Dada-Messe in Berlin im Jahre 1920 zugelassen wurde, sann Schwitters auf einen „absolut individuellen Hut, der nur auf einen einzigen Kopf paßte,“ – auf seinen eigenen.
Der Zufall wollte es, dass er beim Gestalten einer Collage die dabei verwendete Anzeige mit dem Wort „Kommerz“ darin so zerschnitt, dass nur die Silbe Merz übrig blieb, was Reime wie „Scherz“, „Nerz“ und „Herz“ zu assoziieren erlaubte und einen ähnlich sinnfreien Zug wie Dada besaß. Es wurde Schwitters ureigenstes Synonym für Dada.
Von nun an lief Schwitters gesamtes künstlerisches Schaffen, ganz gleich, ob es sich um Collagen, Gemälde, Gedichte, Objekte oder Zeichnungen handelt, stets unter dem Stichwort Merz ab. Selbst die von ihm unregelmäßig herausgebrachte Zeitschrift trug den Namen Merz. Der Merzbau, eine grottenartige, nach und nach immer wieder durch neue Einzelteile ergänzte Collage-Skulptur mit Erinnerungsstücken, an dem Schwitters rund zwanzig Jahre in seinem Haus in Hannover gearbeitet hat, wurde ebenso wie viele seiner anderen Arbeiten bei einem der Luftangriffe auf Hannover zerstört. Eine Rekonstruktion dieser Inkunabel moderner Kunst der 1920er Jahre ist im Sprengel Museum Hannover zu besichtigen.

## Rezeption

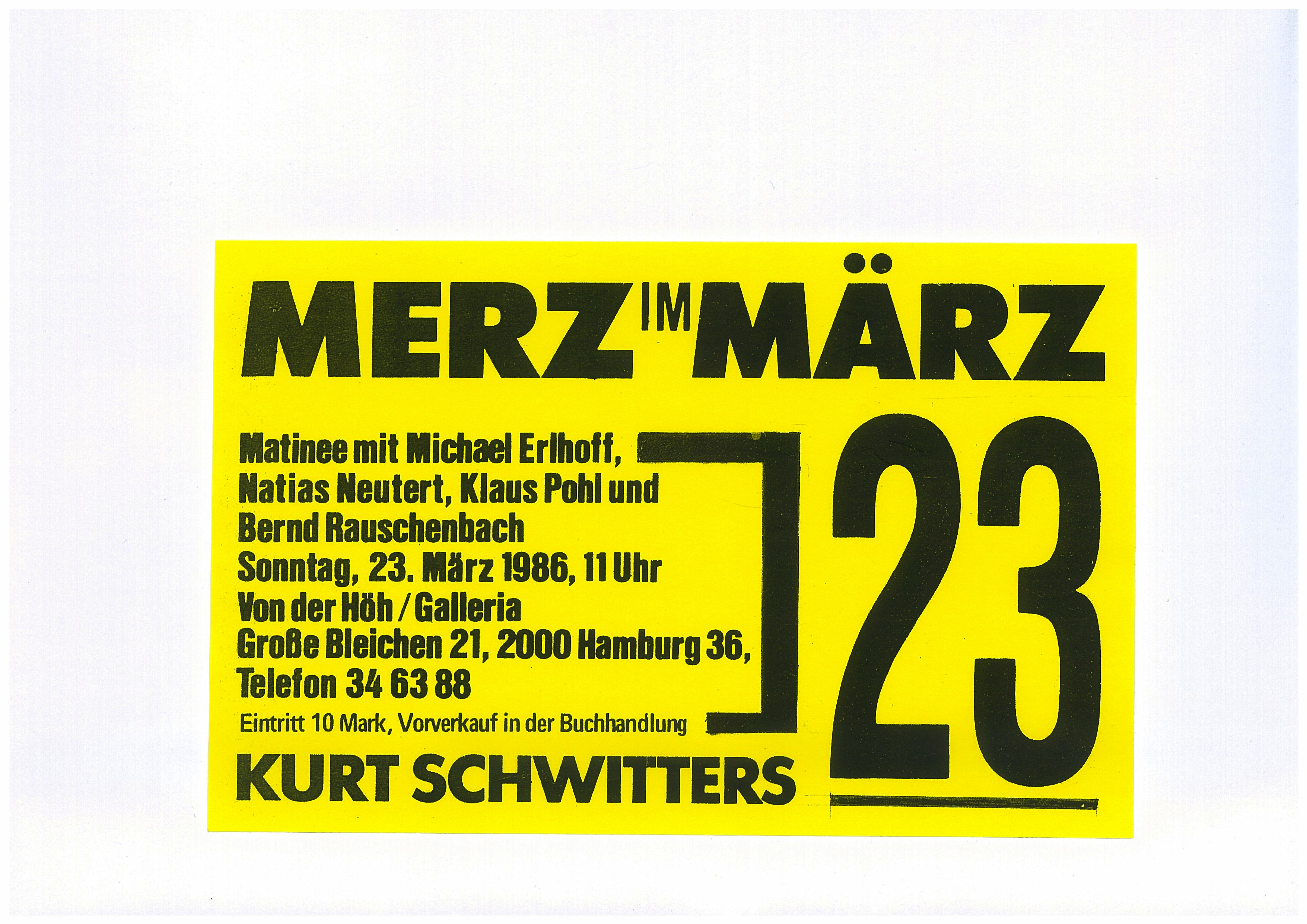
Flyer der MERZimMÄRZ-Matinee für Kurt Schwitters

Darüber hinaus wird Schwitters geistiges Erbe wachgehalten, so zum Beispiel durch die von Ursula Neufeld in der Hamburger Galeria-Passage – ganz im Sinne des Geehrten – aus Anlass eines „unrunden“, nämlich seines 99. Geburtstags begangene Matinee „Kurt Schwitters ist Merz“, zu der eine bebilderte Broschüre mit dem passenden Titel „MERZimMÄRZ“ herauskam. Nachdem die vom Band laufenden Schlager der 1920er Jahre verklungen waren, gab der Medientheoretiker Michael Erlhoff eine knappe Einführung in Leben und Werk des Jubilars. Schauspieler und Autor Klaus Pohl stellte mit der Miniszene „Der Zoobär“ auf groteske Weise den Theatermacher Schwitters vor, während Bernd Rauschenbach, sonst Sekretär der Arno-Schmidt-Stiftung, gekonnt dessen berühmte Ursonate zelebrierte. „Kunstarten gibt es nicht, sie sind künstlich voneinander getrennt worden“, so einst Schwitters. An diese Parole hielt sich Natias Neutert, der Schwitters als Gaukler und Gelehrter, als Dichter und Denker, Rezitator und Verzauberungskünstler besonders nahekam. An einem Reklameslogan verdeutlichte er die dadaistische Poetik, bevor er sich mit eigenwilligen Gedichten in Szene setzte.

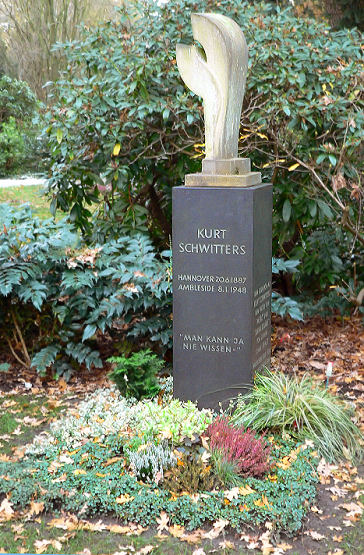
Kurt Schwitters’ Grab in Hannover auf dem Stadtfriedhof Engesohde in der Abt. 6

2012 jährte sich im Zusammenhang mit Schwitters ein düsteres Kapitel seines Lebens: 75 Jahre war es her, dass er, nachdem die Nationalsozialisten sein Schaffen 1933 als „entartete Kunst“ gebrandmarkt hatten, 1937 vor der Gestapo erst nach Norwegen, dann 1940 nach England fliehen musste, wo er am 8. Januar 1948 in Ambleside verstarb. Inzwischen liegt er auf jenem Friedhof seiner Heimatstadt, der in seinem satirischen Stück Das Familiengrab eine wichtige Rolle spielt. Sein Grabstein trägt das Motto „Man kann ja nie wissen.“
Seine Heimatstadt Hannover ehrt ihn dadurch, dass eine staatliche Oberschule nach ihm benannt worden ist. Außerdem tragen die gemeinsame Bibliothek der Hochschule für Musik, Theater und Medien Hannover und die Bibliothek im Kurt-Schwitters-Forum der Hochschule Hannover an der EXPO-Plaza seinen Namen. Ebenso ist der Platz vor dem Sprengel-Museum nach ihm benannt, dessen Räume viele seiner Exponate beherbergen. Posthum erwiesen ihm auch die documenta 1 (1955), die documenta II (1959) und die documenta III (1964) in Kassel die Ehre und boten eine konzentrierte Auswahl aus seinem vielfältigen Schaffen. Vor seinem Geburtshaus in der Rumannstraße wurde 2021 eine Stadttafel enthüllt, die sein Werk würdigt.